# 1993 في اليابان
فيما يلي قوائم الأحداث التي وقعت خلال عام 1993 في اليابان.

## سياسة

### تعيين في المنصب
- 9 أغسطس – تسوتومو هاتا وزير الشؤون الخارجية [الإنجليزية]‏، نائب رئيس وزراء اليابان [الإنجليزية]‏.
- 9 أغسطس – موريهيرو هوسوكاوا رئيس وزراء اليابان.

### انتهاء فترة المنصب
- 4 يوليو – يوريكو كويكي عضو مجلس المستشارين.
- 20 يوليو – جونيتشيرو كويزومي Minister of Posts and Telecommunications  [لغات أخرى]‏.
- 9 أغسطس – كييتشي ميازاوا رئيس وزراء اليابان.

## رياضة
- 24 أكتوبر – جائزة اليابان الكبرى 1993 الفائز آيرتون سينا.

## ظهور
- 1 يناير – شيبوياكي
- 1 يناير – في جمب

## أفلام
من الأفلام التي صدرت هذه السنة في اليابان:
- 1 يناير – دراغون بول زد: احترق: المعركة الحامية - المعركة العنيفة - المعركة الحادة من إخراج Shigeyasu Yamauchi  [لغات أخرى]‏.
- 1 يناير – دراغون بول زد: المجرة على الحافة - الغلام الخارق المذهل من إخراج Yoshihiro Ueda ‏.
- 1 يناير – سوناتين من إخراج تاكيشي كيتانو.
- 1 يناير – مسرح الحياة
- 1 مارس – كو: زائر من المحيط من إخراج Tetsuo Imazawa  [لغات أخرى]‏.

## برامج ومسلسلات وأنمي
- السيف القاطع

## كتب
من الكتب التي صدرت هذه السنة في اليابان:
- 1 يناير – أمواج المحيط من تأليف Saeko Himuro [الإنجليزية]‏.
- 1 مارس – كو: زائر من المحيط من تأليف تاميو كاجياما.

## مواليد

### يناير
- 3 يناير – جونيا إيماي لاعب كرة قدم ياباني.
- 7 يناير – يوكي موريكاوا لاعب كرة قدم ياباني.
- 11 يناير – كايو ناكاياما لاعب كرة قدم ياباني.
- 19 يناير – ميساكي كونو
- 21 يناير – يوشيوكي أوكومورا لاعب كرة قدم ياباني.
- 23 يناير – ريوتا أوشيما لاعب كرة قدم ياباني.
- 27 يناير – كازوكي أوتا لاعب كرة قدم ياباني.
- 29 يناير – ماساتوشي كوشيبيشي لاعب كرة قدم ياباني.

### فبراير
- 1 فبراير – يوما كاواموري لاعب كرة قدم ياباني.
- 2 فبراير – تاإيشي سوما لاعب كرة قدم ياباني.
- 9 فبراير – أتسك وادا لاعب كرة قدم ياباني.
- 9 فبراير – واتارو إندو لاعب كرة قدم ياباني.
- 12 فبراير – كازوكي كوشيبيشي لاعب كرة قدم ياباني.
- 13 فبراير – كاسومي أيرومورا ممثلة يابانية.
- 16 فبراير – كين ماتسوبارا لاعب كرة قدم ياباني.
- 17 فبراير – تاكوما هاماساكي لاعب كرة قدم ياباني.
- 20 فبراير – هيروكي واكي لاعب كرة قدم ياباني.
- 21 فبراير – دايسوكي يوشيميتسو لاعب كرة قدم ياباني.
- 24 فبراير – يوشيهيرو ناكانو لاعب كرة قدم ياباني.
- 26 فبراير – تاكهيرو ياماموتو متسابق دراجات نارية ياباني.
- 27 فبراير – توشيكي يامادا لاعب كرة قدم ياباني.

### مارس
- 6 مارس – تاكاكي توموزاوا لاعب كرة قدم ياباني.
- 8 مارس – روي ماشيدا لاعبة كرة سلة يابانية.
- 9 مارس – جونيا إيتو لاعب كرة قدم ياباني.
- 12 مارس – ريوجي سايتو لاعب كرة قدم ياباني.
- 14 مارس – تايكي كاتو لاعب كرة قدم ياباني.
- 15 مارس – تاكاشي سويدا لاعب كرة قدم ياباني.
- 16 مارس – يوكي تاكادا مؤدّية صوت يابانية.
- 18 مارس – مانا إيوابوتشي لاعبة كرة قدم يابانية.
- 21 مارس – كوكي ميساوا لاعب كرة قدم ياباني.
- 23 مارس – مانا ساكورا
- 31 مارس – كييتا سايتو لاعب كرة قدم ياباني.

### أبريل
- 2 أبريل – أسامي سيتو مؤدّية صوت يابانية.
- 6 أبريل – تاكوما أوشيما لاعب كرة قدم ياباني.
- 8 أبريل – هاروكي فوكوشيما لاعب كرة قدم ياباني.
- 9 أبريل – تاإيرا شيجي لاعب كرة قدم ياباني.
- 9 أبريل – جو هيوم لاعب كرة قدم ياباني.
- 10 أبريل – تاكويا ناكساوا لاعب كرة قدم ياباني.
- 10 أبريل – ريوتا تانابا لاعب كرة قدم ياباني.
- 11 أبريل – يوجي تاكاهاشي لاعب كرة قدم ياباني.
- 16 أبريل – كويا كازاما لاعب كرة قدم ياباني.
- 18 أبريل – كازوكي ماينا لاعب كرة قدم ياباني.
- 19 أبريل – كاي ميكي لاعب كرة قدم ياباني.
- 20 أبريل – تاكوما أرانو لاعب كرة قدم ياباني.
- 20 أبريل – ريوسوكي ياماناكا لاعب كرة قدم ياباني.
- 21 أبريل – شو كامشيما لاعب كرة قدم ياباني.
- 22 أبريل – شوهي يامادا لاعب كرة قدم ياباني.
- 22 أبريل – كوسوكه أونوسي لاعب كرة قدم ياباني.
- 23 أبريل – يوسوكي غوتو لاعب كرة قدم ياباني.
- 27 أبريل – يوتا إيتشيجو لاعب كرة قدم ياباني.

### مايو
- 1 مايو – ماسايا تاشيرو لاعب كرة قدم ياباني.
- 2 مايو – شوجو تسوكودا لاعب كرة قدم ياباني.
- 4 مايو – تايسوكي ميزونو لاعب كرة قدم ياباني.
- 4 مايو – شوتو كونو لاعب كرة قدم ياباني.
- 4 مايو – كوهي ياماكوشي لاعب كرة قدم ياباني.
- 5 مايو – شوتو مينامي لاعب كرة قدم ياباني.
- 12 مايو – تومويا إينوكاي لاعب كرة قدم ياباني.
- 15 يونيو – كويتشي مايو لاعب كرة قدم ياباني.
- 18 مايو – ريوهيإي شيراساكي لاعب كرة قدم ياباني.
- 18 مايو – كازوكي ساتو لاعب كرة قدم ياباني.
- 19 مايو – شونسوكي تاتشينا لاعب كرة قدم ياباني.
- 19 مايو – كوهي أوتشيدا لاعب كرة قدم ياباني.
- 20 مايو – ماكوتو فوكا لاعب كرة قدم ياباني.
- 21 مايو – تاكويا مياموتو لاعب كرة قدم ياباني.
- 23 مايو – هيديتوشي ميوكي لاعب كرة قدم ياباني.
- 25 مايو – شون هوريه
- 28 مايو – ماساشي كاميكاوا لاعب كرة قدم ياباني.
- 28 مايو – موتوكي تاكاهارا لاعب كرة قدم ياباني.
- 31 مايو – ناويا فوجي لاعب كرة قدم ياباني.

### يونيو
- 1 يونيو – ريوجي سوغيموتو لاعب كرة قدم ياباني.
- 1 يونيو – ساتورو كاشيواسي لاعب كرة قدم ياباني.
- 1 يونيو – يوهي نيشيمورا لاعب كرة قدم ياباني.
- 2 يونيو – ريويكي نيشيمور لاعب كرة قدم ياباني.
- 4 يونيو – شيوري تاماي مغنية يابانية.
- 4 يونيو – ماسايا يوما لاعب كرة قدم ياباني.
- 6 يونيو – أندرو كوماجاي لاعب كرة قدم ياباني.
- 7 يونيو – تاكومي كيوموتو لاعب كرة قدم ياباني.
- 10 يونيو – تومويوكي شيرايشي لاعب كرة قدم ياباني.
- 11 يونيو – تاكاأكي كينوشيتا لاعب كرة قدم ياباني.
- 11 يونيو – كين تاجيري لاعب كرة قدم ياباني.
- 11 يونيو – يوكا أوتسوبو
- 14 يونيو – تاكوما سونودا لاعب كرة قدم ياباني.
- 15 يونيو – تاكايا أوساناإ لاعب كرة قدم ياباني.
- 15 يونيو – كويتشي مايو لاعب كرة قدم ياباني.
- 15 يونيو – يوسيإي ناكاهارا لاعب كرة قدم ياباني.
- 16 يونيو – دايتشي تاغامي لاعب كرة قدم ياباني.
- 18 يونيو – تاكايوكي فوجي لاعب كرة قدم ياباني.
- 21 يونيو – ريني تاكاغي مغنية يابانية.
- 23 يونيو – كيسوكي سوميدا لاعب كرة قدم ياباني.
- 23 يونيو – هاياتو هاتشكوبو لاعب كرة قدم ياباني.
- 24 يونيو – ريو إيشي لاعب كرة قدم ياباني.
- 25 يونيو – دايكي أواوتارو لاعب كرة قدم ياباني.
- 28 يونيو – يوتو ساشينامي لاعب كرة قدم ياباني.
- 30 يونيو – أياكا كيكوتشي مغنية يابانية.
- 30 يونيو – كييتا ناكامورا لاعب كرة قدم ياباني.

### يوليو
- 1 يوليو – كوسوكه ماستاني لاعب كرة قدم ياباني.
- 2 يوليو – ريوما نيشيمورا لاعب كرة قدم ياباني.
- 6 يوليو – هيرومو ميتسومارو لاعب كرة قدم ياباني.
- 8 يوليو – تاتسويا سوزوكي لاعب كرة قدم ياباني.
- 10 يوليو – يوكي كيكوموتو لاعب كرة قدم ياباني.
- 13 يوليو – غينكي إشيزاكي لاعب كرة قدم ياباني.
- 14 يوليو – ماسايا توميزاوا لاعب كرة قدم ياباني.
- 14 يوليو – يوشيكي ناكاغاوا لاعب كرة قدم ياباني.
- 15 يوليو – دايتشي سوغيموتو لاعب كرة قدم ياباني.
- 16 يوليو – ريو تاكاهاشي لاعب كرة قدم ياباني.
- 16 يوليو – ريوجي هيروتا لاعب كرة قدم ياباني.
- 17 يوليو – هيروكي ساساكي لاعب كرة قدم ياباني.
- 19 يوليو – شوهي تاكيزاوا لاعب كرة قدم ياباني.
- 20 يوليو – شوهي فوكا لاعب كرة قدم ياباني.
- 22 يوليو – شو ساتو لاعب كرة قدم ياباني.
- 23 يوليو – فوميي تاماكي لاعب كرة قدم ياباني.
- 28 يوليو – ماسايوكي أوكوياما لاعب كرة قدم ياباني.
- 30 يوليو – جون سوزوكي لاعب كرة قدم ياباني.
- 30 يوليو – يوكي توغاشي لاعب كرة سلة ياباني.
- 31 يوليو – إيبإي كوكوريو لاعب كرة قدم ياباني.

### أغسطس
- 1 أغسطس – ريكو ميناتو
- 3 أغسطس – شوتا ساكاكي لاعب كرة قدم ياباني.
- 3 أغسطس – ماسايا نوساكي لاعب كرة قدم ياباني.
- 6 أغسطس – كاوري إيشيهارا
- 6 أغسطس – ياسوك كيموتو لاعب كرة قدم ياباني.
- 6 أغسطس – يوسيإي كاياناما لاعب كرة قدم ياباني.
- 8 أغسطس – هيرومي ناكاشيما لاعب كرة قدم ياباني.
- 9 أغسطس – شوهي يوكوياما لاعب كرة قدم ياباني.
- 11 أغسطس – كانتا كوندو لاعب كرة قدم ياباني.
- 11 أغسطس – هيكاري أوكوبو متسابق دراجات نارية ياباني.
- 15 أغسطس – شينكا ايامي
- 16 أغسطس – كينتو هاشيموتو لاعب كرة قدم ياباني.
- 18 أغسطس – ريكي هاراكاوا لاعب كرة قدم ياباني.
- 24 أغسطس – هيروتاكا تامادا لاعب كرة قدم ياباني.
- 28 أغسطس – سورا أماميا
- 29 أغسطس – يويا ياماغيشي لاعب كرة قدم ياباني.

### سبتمبر
- 2 سبتمبر – سيا ياماغوتشي لاعب كرة قدم ياباني.
- 2 سبتمبر – كييتا فجيمرا لاعب كرة قدم ياباني.
- 3 سبتمبر – يوكيتوشي إيتو لاعب كرة قدم ياباني.
- 6 سبتمبر – كوسيإي اريتا لاعب كرة قدم ياباني.
- 10 سبتمبر – يوكيا تاماشيرو لاعب كرة قدم ياباني.
- 11 سبتمبر – تاتسوكي كووات لاعب كرة قدم ياباني.
- 14 سبتمبر – تاكاهارا نيشينو لاعب كرة قدم ياباني.
- 16 سبتمبر – تاكايوكي مي لاعب كرة قدم ياباني.
- 18 سبتمبر – توشيكي ساكاي لاعب كرة قدم ياباني.
- 19 سبتمبر – تاتسوكي نارا لاعب كرة قدم ياباني.
- 22 سبتمبر – كيسوكي كاي لاعب كرة قدم ياباني.
- 25 سبتمبر – كوكي شيموساكا لاعب كرة قدم ياباني.

### أكتوبر
- 1 أكتوبر – شوتو كاواإي لاعب كرة قدم ياباني.
- 5 أكتوبر – كازوكي نيشييا لاعب كرة قدم ياباني.
- 8 أكتوبر – ريوجي ساواكامي لاعب كرة قدم ياباني.
- 10 أكتوبر – ماساتو يوزاوا لاعب كرة قدم ياباني.
- 13 أكتوبر – كايتو إيشيكاوا مؤدّي صوت ياباني.
- 15 أكتوبر – شوتا هاسوناما لاعب كرة قدم ياباني.
- 23 أكتوبر – باولو جونيتشي تاناكا لاعب كرة قدم ياباني.
- 23 أكتوبر – يوتو أويمورا
- 26 أكتوبر – يوكي هاتاناكا لاعب كرة قدم ياباني.

### نوفمبر
- 5 نوفمبر – ريو إييدا لاعب كرة قدم ياباني.
- 5 نوفمبر – كايتو كوبو لاعب كرة قدم ياباني.
- 6 نوفمبر – ريوجي إيزومي لاعب كرة قدم ياباني.
- 8 نوفمبر – اكي أراي لاعب كرة قدم ياباني.
- 10 نوفمبر – أزوسا تادوكورو
- 10 نوفمبر – تسوباسا كوبو لاعب كرة قدم ياباني.
- 10 نوفمبر – تومويوكي كاتاهيرا لاعب كرة قدم ياباني.
- 14 نوفمبر – اياني سوزوكاوا
- 17 نوفمبر – تسوباسا أوكي لاعب كرة قدم ياباني.
- 17 نوفمبر – كريستوفر تاتسوكي كينجو لاعب كرة قدم ياباني.
- 19 نوفمبر – يوتارو تشينين لاعب كرة قدم ياباني.
- 22 نوفمبر – تاكاهيرو تاناكا لاعب كرة قدم ياباني.
- 24 نوفمبر – تاكويا واكاسوج لاعب كرة قدم ياباني.
- 24 نوفمبر – تشيكارا هنادا لاعب كرة قدم ياباني.
- 30 نوفمبر – هيروهيتو شينوهارا لاعب كرة قدم ياباني.
- 30 نوفمبر – يوري تشينين

### ديسمبر
- 5 ديسمبر – كانتا غوتو لاعب كرة قدم ياباني.
- 7 ديسمبر – يوتو سوزوكي لاعب كرة قدم ياباني.
- 21 ديسمبر – ناهو ميوشي لاعبة كرة سلة يابانية.
- 22 ديسمبر – ميكي ياماني لاعبة كرة قدم يابانية.
- 24 ديسمبر – يويا كوبو لاعب كرة قدم ياباني.
- 25 ديسمبر – تاكاشي سايتو لاعب كرة قدم ياباني.
- 27 ديسمبر – تاكاأكي شيشي لاعب كرة قدم ياباني.

## وفيات

### يناير
- 7 يناير – إيزوتسو (مواليد 1914) كاتب ومؤلف ياباني.
- 22 يناير – كوبو آبي (مواليد 1924) كاتب ومؤلف ياباني.

### فبراير
- 28 فبراير – إيتشيرو هوندا (مواليد 1911) مخرج أفلام ياباني.

### أبريل
- 18 أبريل – ماساهيكو كيمورا (مواليد 1917)

### نوفمبر
- 3 نوفمبر – ميتشيو تاكاهاشي (مواليد 1905)

### ديسمبر
- 16 ديسمبر – كاكويه تاناكا (مواليد 1918) سياسي ياباني.